# Eulaira thumbia
Espèce
Eulaira thumbia est une espèce d'araignées aranéomorphes de la famille des Linyphiidae.

## Distribution
Cette espèce est endémique du Wyoming aux États-Unis,.

## Publication originale
- Chamberlin & Ivie, 1945 : Some erigonid spiders of the genera Eulaira and Diplocentria. Bulletin of the University of Utah, vol. 36, no 2, p. 1-19.